# ناصر بن مرشد اليعربي
ناصر بن مرشد بن مالك بن أبي العرب اليَعْرُبي (1034-1059 هـ / 1624-1649)، مؤسس دولة اليعاربة في عمان وأول أئمتها. حكم من عام 1624 وحتى وفاته 1649.

## حياته

### مولده
ولد ناصر بن مرشد في بلدة قصرى بالرستاق سنة 1004هـ ونشأ فيها، وهو حفيد مالك بن أبي العرب حاكم الرستاق آنذاك، نشأ الإمام يتيماً، وكان منذ صغره يطيل التفكر، فقد فتح الله له ذهنه، فطالع في التاريخ والفقه وشتى العلوم. وكان ناصر ربيب الشيخ خميس بن سعيد الشقصي الذي كان يلهمه ويعلمه مما أوتي من علم. كان ناصر طفلا ذا خفة وفتوة ونشأ على العزم والقوة، فكان يتدرب على حمل السيف وتعلم فنونه بنفسه، وكانت معالم البطولة ظاهرة على ملامحه.

### مبايعته
اجتمع المسلمون على توليته إمامًا عليهم بعد فرقتهم وما وقع عليهم من الظلم وتراكم الفتن وشدة المحن، فحين احتل البرتغاليون الساحل العماني، كانت عُمان آنذاك مقسمة إلى مدن ومناطق يديرها حكّام يتنازعون فيما بينهم، فرأى رجال العلم والدين وأهل الحل والعقد في الرستاق بزعامة الشيخ خميس بن سعيد الشقصي أنه لابد من توحيد الصفوف ورأب الصدع. فاستشاروا العلماء المسلمين أهل الاستقامة في الدين أن ينصبوا لهم إماماً يأمرهم بالمعروف وينهاهم عن المنكر، فأمضوا نظرهم وأعملوا فكرهم لمن يكون أهلًا بذلك، فاجتمعت آراؤهم أن ينصبوا ناصر بن مرشد، فمضوا إليه وطلبوا منه ذلك ورغبوه في الأمر بالمعروف والنهي عن المنكر، فأجابهم إلى ذلك فعقدوا عليه الإمامة في عام 1624م وأقسموا أن يخلصوا له في حربه ضد البرتغاليين المستعمرين.

## أعماله
سعى الامام ناصر بن مرشد في بداية حكمه إلى توحيد البلاد، فبدأ بالرستاق وكان عليها ابن عمه مالك بن ابي العرب فحاصر القلعة حتى استولى عليها ثم توجه إلى نخل فحاصرها حتى أخضعها وعين عبد الله بن سعيد الشقصي عليها ثم توجه إلى أزكى ونزوى. ثم اتسع سلطانه وجعل أهل البلاد يفدون عليه بطاعتهم، فانتظمت له الديار العمانية كلها وبعد أن توطدت الأمور الأمنية والسياسية بدأ الإمام ناصر يعد العدة لمواجهة البرتغاليين فحاصرهم في صحار ولما طال الحصار بنى قلعة مقابل القلعة البرتغالية وشارك في بناءها سكان المناطق القريبة من صحار فتمكن من إخضاعها في عام 1053 هـ (1643 م) ثم توجه إلى جلفار وطردهم منها، كما تحررت أيضا صور وقريات ولم يتبق للبرتغالين عند وفاة الإمام إلا مسقط ومطرح وحصن في صحار.

## حياته الخاصة ووفاته

### نسبه
ينسبُ اليَعارِبَةُ إلى 
- نصر بن زهران بن كعب بن الحارث بن كعب بن عبد الله بن مالك بن نصر بن الأزد بن الغوث بن نبت بن مالك بن زيد بن كهلان بن سبأ بن يشجب بن يعرب بن قحطان.[3][4][5]

- ذكر الزركلي ايضاً بكتاب الاعلام بأنه ينسب إلى نصر بن زهران اليعربي.[6]

### وفاته
توفي في نزوى يوم الجمعة 10 ربيع الآخر سنة 1059 هـ / 1649م. أنجب ابنة واحدة (نصراء بنت ناصر) تزوجها الإمام سلطان بن سيف اليعربي.

## الهوامش
1. ↑  "متحف قوات السلطان المسلحة". مؤرشف من الأصل في 2023-06-24.
2. ↑  الموسوعة العمانية، المجلد العاشر، شاكر، محمود (2000). التاريخ الإسلامي، العهد العثماني. المكتب الإسلامي، بيروت. ط 4 ص 334
3. ↑  سعيد المغيري. جُهينة الاخبار في تاريخ زنجبار (ط. 4). ص. 199.
4. ↑  عبدالله بن قيصر. سيرة الإمام ناصر بن مرشد (ط. 2). وزارة التراث. ص. 12.
5. ↑  عبدالله السالمي. تحفة الأعيان بسيرة اهل عمان (ط. 1). مكتبة الاستقامة. ص. 5.
6. ↑  خير الدين الزركلي (2002)، الأعلام: قاموس تراجم لأشهر الرجال والنساء من العرب والمستعربين والمستشرقين (ط. 15)، بيروت: دار العلم للملايين، ج. 7، ص. 350، OCLC:1127653771، QID:Q113504685 – عبر المكتبة الشاملة